# Вилкс, Эвалд
Эвалдс Вилкс (настоящее имя Эвалдс Лацис) — латышский писатель. Заслуженный деятель культуры Латвийской ССР (1970). Лауреат Государственной премии Латвийской ССР.

## Биография
Эвалдс Вилкс родился в 1923 году в семье рабочего в городе Валка. Окончил местное ремесленное училище, после чего в 1940 году вступил в комсомол. В марте 1941 года переехал в Ригу, где стал работать литературным сотрудником газеты Молодой коммунар. В этом же году Вилкс добровольно уходит на фронт, где в боях под Таллином был тяжело ранен, после чего был сначала эвакуирован в Таллин, а затем в Ленинград. Был демобилизован в Омске ещё в годы войны по причине непригодности для боёв, работал в одном из колхозов Омской области. Там же Вилкс находит свою первую любовь. В 1944 году Вилкс решает ехать обратно, на родину. В Кирове он оканчивает курсы партийных и советских работников, в Москве работает инструктором ЦК комсомола Латвии, в Риге устраивается литературным сотрудником газеты Падомью Яунатне (в переводе «Советская молодёжь»), где позже стал заведующим отделом. После первых проб пера Вилкс заочно оканчивает среднюю школу.
Эвалдс Вилкс умер в 1976 году от тяжёлой болезни.

## Литературная деятельность
Литературный дебют Вилкса состоялся в апреле 1945 года, когда был напечатан его первый рассказ «Доброволец». Рассказ вошёл в его первую книгу «Люди одной правды» и был посвящён молодым коммунарам, ушедшим на Великую Отечественную войну и не вернувшимся с неё. В 60-е годы Вилкс также продолжает писать рассказы о войне, среди которых, например, «Упрямый» и «Первый вальс», посвящённые первым дням войны и совсем ещё юношам, добровольно ушедшим на фронт. В 1962 году была опубликована повесть «Двенадцать километров», внёсшая, по мнению многих критиков, огромный вклад в латышскую литературу. Повесть явилась новаторской для того времени и впервые в творчестве писателя коснувшаяся темы вины и ответственности человека перед лицом народа, своей совести и всего человечества. В 1965 году им была написана статья «Литература должна быть продолжение жизни», призывавшая писателей к более углублённому изучению жизни, психологии рядового советского писателя. Последним его произведением явился рассказ «Где собака зарыта», напечатанный в апреле 1975 года.

## Награды
- Орден Трудового Красного Знамени (1973).
- Медаль «За трудовое отличие» (1956)[4].
- Заслуженный деятель культуры Латвийской ССР (1970).
- Лауреат Государственной премии Латвийской ССР.